# NXT Deadline (2022)
NXT Deadline 2022 war eine Wrestling-Veranstaltung der WWE, die als Pay-per-View auf dem WWE Network und dem Streaming-Portal Peacock ausgestrahlt wurde. Sie fand am 10. Dezember 2022 im WWE Performance Center in Orlando, Florida, Vereinigte Staaten statt.

## Hintergrund
Im Vorfeld der Veranstaltung wurden fünf Matches angesetzt. Diese resultierten aus den Storylines, die in den Wochen vor dem Pay-Per-View bei NXT, den wöchentlichen Shows der WWE gezeigt wurden.

## Ergebnisse
| Matchart                                                      |                                            |      |                                                      | Zeit  |
| ------------------------------------------------------------- | ------------------------------------------ | ---- | ---------------------------------------------------- | ----- |
| Women’s Iron Survivor Challenge Match um die NXT Championship | Roxanne Perez                              | bes. | Zoey Stark, Cora Jade, Kiana James und Indi Hartwell | 25:00 |
| Singles-Match                                                 | Isla Dawn                                  | bes. | Alba Fyre                                            | 9:52  |
| Tag-Team-Match um die NXT Tag Team Championship               | The New Day Kofi Kingston und Xavier Woods | bes. | Pretty Deadly Elton Prince und Kit Wilson (C)        | 14:05 |
| Men’s Iron Survivor Challenge Match um die NXT Championship   | Grayson Waller                             | bes. | Carmelo Hayes, JD McDonagh, Joe Gacy und Axiom       | 25:00 |
| Singles-Match um die NXT Championship                         | Bron Breakker (C)                          | bes. | Apollo Crews                                         | 14:34 |

| Funktion      | Name              |
| ------------- | ----------------- |
| Kommentatoren | Booker T          |
| Kommentatoren | Vic Joseph        |
| Pre-Show      | McKenzie Mitchell |
| Pre-Show      | Sam Roberts       |
| Pre-Show      | Denise Salcedo    |